# Camel Productions
Camel Productions is een van oorsprong Amerikaans platenlabel opgericht in 1991.
Camelleider Andrew Latimer had genoeg van de ellende die iedere keer ontstond rondom uitgiften van hun muziekalbums. Decca zat iedere keer te zeuren om singles, die Latimer niet kon schrijven. Na Stationary Traveller en de daarbij behorende tournee viel de band weer eens uit elkaar. Latimer begon te schrijven aan de opvolger Dust and Dreams, maar zocht een zonniger streek op; De westkust van de Verenigde Staten. Dit bracht direct ellende met zich mee; de muziek voor het album dat bijna gereed was ging geheel verloren en Latimer kon opnieuw beginnen, maar gebruikte de tijd ook als een sabbatical. Omdat Decca de band ook in de steek liet, begon Latimer zijn eigen platenlabel. Sindsdien verschenen onregelmatig nog muziekalbums ook omdat de gezondheid van Latimer hem langzaam in de steek liet. Er verschenen naast nieuw werk ook opnamen uit het verleden; die vonden gretig aftrek bij de Camelfans.
In de zomer van 2005 kwam het bericht dat Latimer met vrouw Susan Hoover weer terugkeerde naar Engeland waar het eens was begonnen. Daarna is het lange tijd stil geweest rond Camel Productions. Dit werd veroorzaakt door een beenmergtransplantatie die Latimer heeft ondergaan en waarvan hij maar langzaam geneest.
In de begin september 2010 verzonden nieuwsbrief (eBeast newsletter) kon Susan het goede nieuws melden van een volledig succes van de transplantatie.
Er komt een DVD uit van de farewell tour in 2003 en er wordt weer gewerkt aan een nieuw Camel album.
| Discografie Albums 1991 – Dust and Dreams 1992 – Camel (CD uitgave van het eerder op LP uitgebrachte eerste album uit 1973) 1992 – On The Road 1972 (Live) 1993 – Never Let Go (Live) 1994 – On The Road 1982 (Live) 1996 – Harbour of Tears 1997 – On The Road 1981 (Live) 1999 – Rajaz 1999 – Coming of Age (Live) 2002 – A Nod and a Wink |  | - 2000 – Coming Of Age (VHS, Live fra 1997-turné) - 2002 – Coming Of Age (DVD, Live fra 1997-turné) - 2003 – Curriculum Vitae (DVD, om bandets historie) - 2003 – Pressure Points (DVD, Live fra 1984-turné) - 2004 – Camel Footage (DVD, diverse konsertklipp) - 2005 – Camel Footage 2 (DVD, diverse konsertklipp) |